# سكوت ريتر
وليام سكوت ريتر الابن (بالإنجليزية: Scott Ritter)‏ (من مواليد 15 يوليو 1961) هو مفتش أسلحة الأمم المتحدة في العراق المكلفة بالبحث عن أسلحة الدمار الشامل من 1991 إلى 1998، لكنه أصبح فيما بعد أحد منتقدي السياسة الخارجية للولايات المتحدة في الشرق الأوسط. فقبل الغزو الأمريكي للعراق في مارس 2003، صرح ريتر ان العراق لا يمتلك أسلحة دمار شامل (WMD).
نتيجة لمواقفه وشعبيته المتزايدة كناشط مناهض ضد الحرب ومحاور برامج تولك شو  سعت الحكومة الأمريكية للإطاحة بمصداقيته بتشويه سمعته واعتقاله مرتين متتاليتين الأولى بتهمة تحريض القاصرين على ممارسة الجنس عبر الإنترنت عام 2001. والثانية عام 2010 في نفس الاتهامات التي أدت إلى إدانته والحكم عليه من سنة ونصف إلى خمس سنوات ونصف.

## أنطر أيضا
- سوزان لينداور

## روابط خارجية
- سكوت ريتر على موقع IMDb (الإنجليزية)
- سكوت ريتر على موقع إن إن دي بي (الإنجليزية)
- سكوت ريتر على موقع قاعدة بيانات الفيلم (الإنجليزية)
- سكوت ريتر على موقع كينوبويسك (الروسية)